# 濮英
濮 英（ぼく えい、生年不詳 - 1387年）は、明初の軍人。本貫は廬州。

## 生涯
はじめ勇気と膂力により抜擢されて百夫長となった。1380年（洪武13年）、都督として西涼で練兵した。西征の許可を洪武帝から得て進軍し、哈梅里にいた北元の諸王兀納失里を降した。さらに白城に宿営して、北元の平章忽都帖木児を捕らえた。赤斤所に進軍し、北元の豳王亦憐真とその部下を捕らえて凱旋した。軍功を重ねて西安衛指揮となった。軍務や政務につとめず、南京に召還されて洪武帝に譴責され、葉昇が代わりに派遣されることとなった。葉昇が濮英の賢明さを擁護したため、濮英は西安衛にもどされた。1386年（洪武19年）、洪武帝が耿炳文に命じて陝西都司衛所の兵を選抜して辺境に配備することとなると、濮英の鍛錬した兵士が強兵であったことから、濮英は都督僉事を加えられた。翌年、部下を率いて馮勝の北伐に従軍した。金山でナガチュが降伏すると、凱旋するにあたって、濮英は奇兵3000人を率いて殿軍をつとめた。ナガチュの旧部下でなおも屈服していない者たちがおり、明軍の撤退を知ると、途中に伏兵を設けて襲撃した。濮英は馬を倒されて捕らえられ、人質とされた。濮英は絶食して物言わず、隙をついて佩刀で腹を割いて自死した。洪武帝にその経緯が奏聞されると、金山侯の封を追贈された。諡は忠襄といった。翌年、楽浪公の封を改めて贈られた。

## 子女
子の濮璵は西涼侯に封じられ、世券を与えられた。1390年（洪武23年）、東昌で練兵するよう命じられ、さらに臨清に駐留して兵士を訓練した。1392年（洪武25年）、南京に召還され、馮勝らとともに山西の騎兵を閲兵した。また山西の民兵の戸籍を作成し、担当した州県は最も多かった。翌年、藍玉の獄に連座して、処刑された。